# Ozarba varia
Ozarba varia là một loài bướm đêm trong họ Noctuidae.